# 야상곡 (드라마)
《야상곡》은 1981년 12월 19일부터 이듬해 2월 21일까지 방영된 MBC 주말연속극이다.
이 드라마는 특집 MBC 권투 〈무하마드 알리 복귀전〉 중계방송하고 창사 특집 《수사반장》이 각각 1981년 12월 12일하고 13일에 방송되면서 첫 방영일이 1981년 12월 19일로 보류되었다.

## 줄거리
자신의 목숨과도 같이 생각하던 남편을 친구에게 내주고 그들을 지켜보고 있는 여자하고, 친구의 남편을 죄의식 속에 차지하며 살아가는 여자.
이 두 여자의 절박한 심리하고 죄의식을 그린 멜로드라마이다.

## 등장 인물
- 김영애, 이정길, 이효춘, 정혜선, 엄유신, 이묵원, 김윤경, 김애경, 김호영, 박영지, 이미지, 박경현, 이순규, 현석

## 편성 변경(1982년)
- 1월 2일 : 신년 특집 《쇼 2000》 방송으로 앞당겨 저녁 6시 40분부터 방영
- 1월 3일 : 신년 특집 《수사반장》 방송으로 앞당겨 저녁 6시 40분부터 방영
- 1월 16일 : 특집 MBC 권투 WBC 슈퍼페더급 타이틀전 〈최충일 VS 톨란도 나바레터〉 중계방송으로 앞당겨 저녁 7시부터 방영
- 2월 27일 ~ 2월 28일 : 3.1절 특집 드라마 《신돌석》 각각 1부와 2부 방송으로 결방

| 문화방송 주말연속극                       | 문화방송 주말연속극                        | 문화방송 주말연속극              |
| 이전 작품                                 | 작품명                                     | 다음 작품                        |
| ----------------------------------------- | ------------------------------------------ | -------------------------------- |
| 아빠의 수염 (1981년 10월 10일 ~ 12월 6일) | 야상곡 (1981년 12월 9일 ~ 1982년 2월 21일) | 고백 (1982년 3월 6일 ~ 7월 11일) |